# Ernst Meyer-Lüerßen

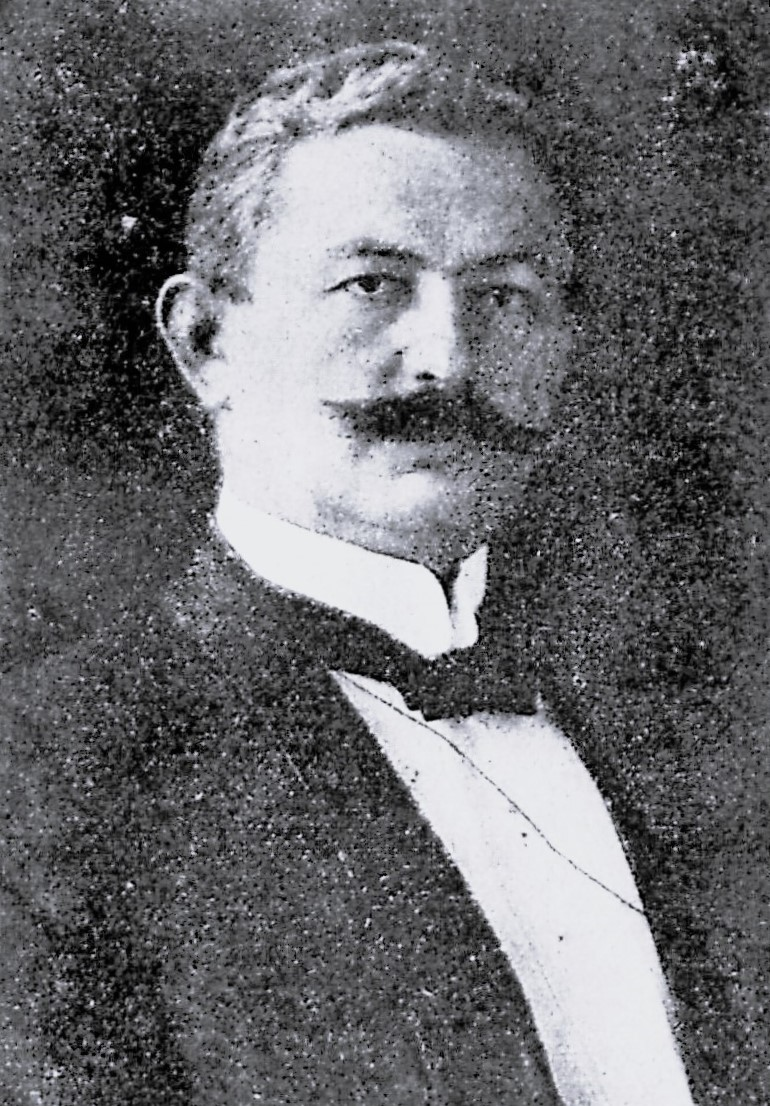
Ernst Meyer-Lüerßen

Ernst Meyer-Lüerßen, auch Meyer-Lüerssen und in der Rangliste der Königlich Preußischen Armee und des XIII. (Königlich Württembergischen) Armee-Korps nur Lüerssen (* 12. Mai 1870 in Elsfleth; † 29. Dezember 1940 in Lübeck) war ein deutscher Jurist, Politiker und Gesandter der Hansestadt Lübeck.

## Leben

### Herkunft
Meyer-Lüerßen wurde im Großherzogtum Oldenburg als Sohn des Kapitäns August Meyer und der Rebecka Elise, geb. Stindt, geboren. Seinen Doppelnamen nahm er nach der Hochzeit mit Elisabeth, geb. Lüerßen, an.

### Laufbahn
Er besuchte das Gymnasium in Oldenburg bis zum Abitur Ostern 1888 und studierte dann die Rechte in Würzburg, Wien, Berlin und Kiel.
Nachdem er 1893 promoviert hatte, wurde Meyer-Lüerßen 1894 als Referendar nach Hamburg übernommen. Seit 1897 war er dort Assessor. Als Assessor wurde er 1898 zum Studium des Bürgerlichen Gesetzbuches nach Berlin beurlaubt. Zeitgleich mit dem Inkrafttreten des BGBs wurde er am 1. Januar 1900 Amtsrichter.
Außer in Hamburg hielt Meyer-Lüerßen in lübeckischen Juristenkreisen Vorträge über das neue Zivilrecht. Hierdurch gewann er auch persönliche Beziehungen zu Lübeck, wurde 1901 Hilfsrichter am dortigen Landgericht und trat am 1. Dezember 1901 in den lübeckischen Justizdienst über. Seit 1904 war er als Landrichter tätig. Er wurde 1908 zum Landgerichtsrat und 1911 zum Landgerichtsdirektor ernannt. Aus diesem Amte schied er am 1. April 1920.
Seit 1907 war Meyer-Lüerßen Mitglied der Lübecker Bürgerschaft und ab 1908, in regelmäßigen Wechsel, im Bürgerausschuss. Es saß in bedeutenden Kommissionen wie der Eingemeindungskommission, der das Ablösungsgesetz betreffenden oder der gemeinsamen Kommission zur Gründung der Überland-Zentrale war er der Vorsitzende. Gleichfalls war er Vorsitzender des St. Jürgen-Vereins und im Vorstand des Reichsvereins.
Von Beginn seiner Tätigkeit in Lübeck hielt Meyer-Lüerßen stets enge Fühlung mit Handel und Schifffahrt. Deren Vorsitzender war er seit 1903.
Meyer-Lüerßen war Mitglied der Nationalliberalen Partei und führte die Verschmelzung zur Demokratischen Partei (DVP) in der Hansestadt mit durch und gehörte seitdem der demokratischen Fraktion in der Bürgerschaft an.
Zu Beginn des Ersten Weltkriegs gehörte der einst Einjährig-Freiwillige Reserveoffizier als Hauptmann dem Landsturm-Bataillon „Lübeck“ an. Zu diesem Zeitpunkt war er Inhaber des Ehrenritterkreuzes 1. Klasse des Haus- und Verdienstordens des Herzogs Peter Friedrich Ludwig und das Landwehrdienstauszeichnung 1. Klasse. Zuerst nahm er als Adjutant, dann als Kompaniechef im Bataillon am Krieg teil. Es folgten mehr als drei Jahre in der Verwaltungsakt. Zuerst im Generalgouvernement Belgien, dann im Ostgebiet in Litauen wirtschaftlich und praktisch in leitender Stellung tätig.
Nachdem die Auflösung der Hanseatischen Gesandtschaft in Berlin beschlossen wurde, entsandte der Lübeckische Senat Landgerichtsdirektor Meyer-Lüerßen 1919 als außerordentlichen Gesandten der Stadt nach Berlin. Am 1. April 1920 ernannte ihn der Senat zum Vertreter des Lübeckischen Staates in Berlin. Damit wurde er zu Lübecks Bevollmächtigten Minister und stellvertretenden Mitglied des Reichsrates.
1932 trat der Jurist in seinen Einstweiligen Ruhestand. Als er 1933 auch sein Amt als Lübecker Gesandter niederlegte, ihm folgte Werner Daitz (NSDAP), wurde Meyer-Lüerßen in den endgültigen Ruhestand versetzt.

## Schriften
- Die rechtliche Stellung der Bevollmächtigten zum Reichsrat unter besonderer Berücksichtigung der von den preußischen Provinzialverwaltungen bestellten Vertreter, Berlin : Carl Heymann, 1924